# Molophilus auriculifer
Molophilus auriculifer là một loài ruồi trong họ Limoniidae. Chúng phân bố ở miền Australasia.